# St. Clemens (Solingen)
St. Clemens ist eine römisch-katholische Pfarrkirche in Solingen. Sie wurde 1890/92 im neugotischen Stil nach den Plänen des Kölner Domwerkmeisters Franz Schmitz erbaut und nach schweren Kriegsbeschädigungen 1950–1960 nach Plänen von Dominikus Böhm verändert wiederhergestellt.

## Geschichte
Die erste dem heiligen Clemens von Rom geweihte Kirche in Solingen entstand um das Jahr 1000 an der Stelle der jetzigen evangelischen Stadtkirche am Fronhof. Der heutige Kirchenbau entstand 1890–1892 auf einem 1843 geschlossenen Friedhof am Mühlenplatz im Norden der Solinger Altstadt.
Beim Luftangriff am 5. November 1944 wurde die Solinger Innenstadt und mit ihr auch die Clemenskirche stark beschädigt. Nach dem Krieg konnte 1951 ein neues Gewölbe eingezogen werden, und 1955 schuf Dominikus Böhm die beiden Turmhelme aus Beton.
Im Sommer 2006 wurde die Kirche innen aufwändig saniert.

## Architektur
Die Kirche ist eine dreischiffige Pseudobasilika mit Querhaus und repräsentativer Doppelturmfassade im neugotischen Stil. Sie hat eine Größe von ca. 1000 m². Die Höhe des Deckengewölbes beträgt 17,50 m, die des Außendachs 29,00 m. Die 1955 wiederhergestellten Türme sind 63 m hoch.

## Ausstattung

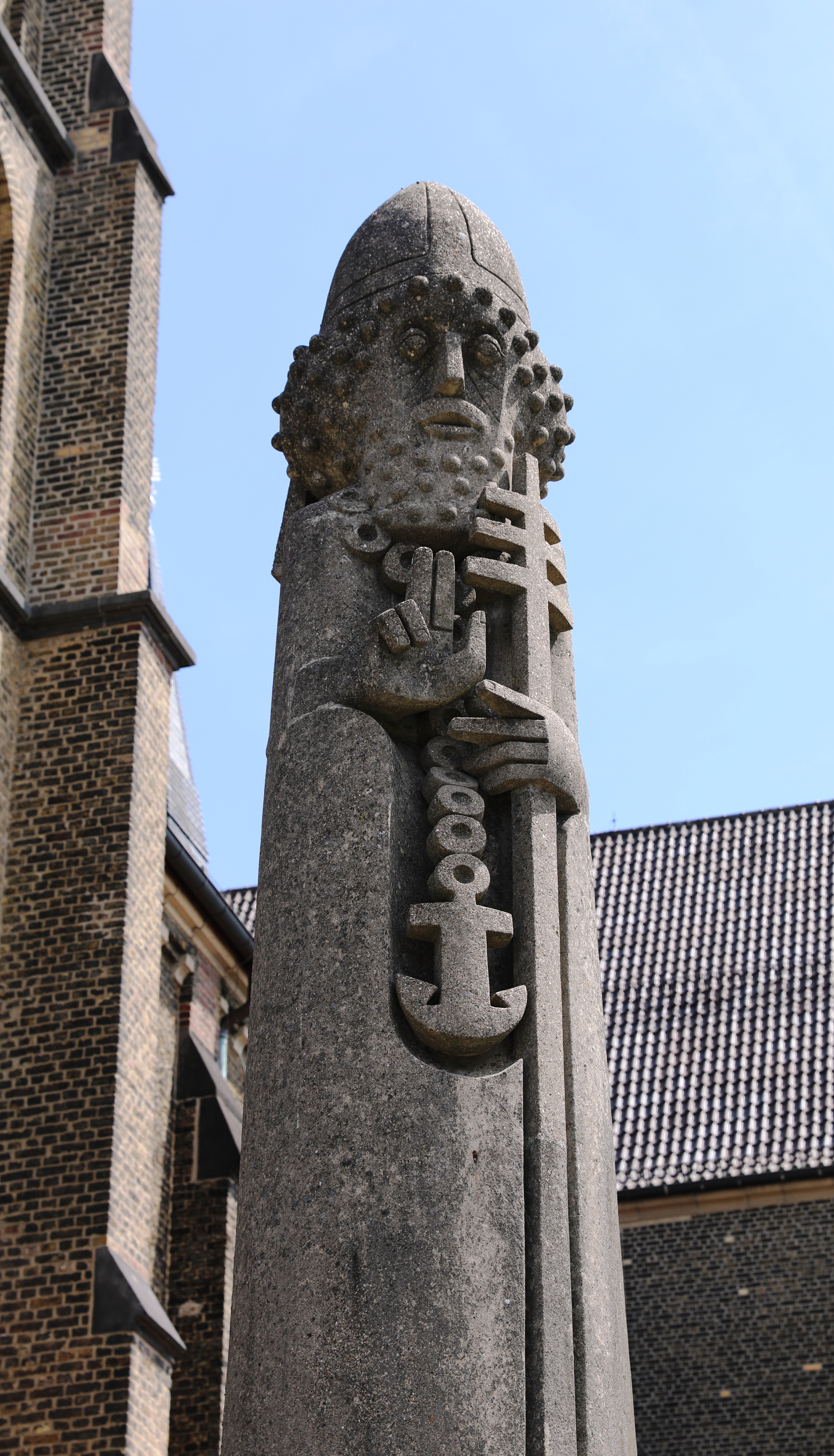
Clemenssäule von Henryk Dywan vor der Kirche

Der Altar stammt aus dem Jahr 1960 und war ursprünglich ein Steinblock aus weißem Marmor. Seit 1978 ist er mit Bronzereliefplatten umkleidet. Auf diesen Platten, die von den Künstlern Hillebrand und Heiermann geschaffen wurden, sind folgende Szenen dargestellt: das Paradies – die Vertreibung aus dem Paradies – Kain tötet seinen Bruder Abel – das Opfer des Melchisedek – Abraham soll Isaak opfern – die Kreuzigung Christi.
Das Kreuz hinter dem Altar, gestaltet von Hanns Rheindorf, zeigt Christus ohne Dornenkrone und erinnert damit an das Gero-Kreuz im Kölner Dom.
1984 wurde die Seitenkapelle zu ihrer jetzigen Form umgestaltet. Der Tabernakel steht auf einem Steinsockel, die vier in die Wand eingelassenen Kupferplatten, ebenfalls von den Künstlern Hillebrand und Heiermann, zeigen, was Gott denen bereitet, die ihn lieben: der Baum des Lebens inmitten des Paradieses – der Brunnen des lebendigen Wassers – das Gastmahl, bei dem die Engel dienen – der Vorgeschmack der himmlischen Glückseligkeit.
Die neugotische Kanzel von 1899 im vorderen, linken Teil des Hauptschiffs wird nicht mehr benutzt. Bis zur Aufstellung der Ambonen im Altarraum war sie der Ort der Verkündigung. Von daher ist ihre die Gestaltung konzipiert. Auf der Säule unter dem Kanzelkorb erscheinen vier Köpfe, die die vier großen Propheten des Alten Testamentes darstellen: Jesaja, Jeremia, Ezechiel und Daniel. Darüber, am unteren Rand der Kanzel, sind der Kopf eines Löwen, eines Stiers, eines Menschen und eines Adlers zu sehen, die Symbole der vier Evangelisten Markus, Matthäus, Lukas und Johannes. In den Pilastern stehen – an ihren Attributen erkennbar – Johannes der Täufer, die Apostel Petrus und Paulus sowie die heiligen Bonifatius und Petrus Canisius. Die Flachreliefs zwischen den Pilastern zeigen die vier großen lateinischen Kirchenväter Ambrosius, Hieronymus, Augustinus und Papst Gregor den Großen. Auf der Unterseite des Schalldeckels ist eine Taube zu sehen, das Symbol des Heiligen Geistes. Über allem steht Christus, der Auferstandene.
Für die neuerrichtete Kirche goss die Glockengießerei Otto aus Hemelingen/Bremen im Jahr 1892 vier Bronzeglocken. Die Glocken haben die Glockenzerstörung der beiden Weltkriege des 20. Jahrhunderts überstanden.
| Glocke | Name      | Durchmesser | Gewicht | Schlagton |
| ------ | --------- | ----------- | ------- | --------- |
| 1      | Clemens   | 1520 mm     | 2326 kg | cis’±0    |
| 2      | Sebastian | 1276 mm     | 1356 kg | e’+2      |
| 3      | Joseph    | 1086 mm     | 0787 kg | fis’+2    |
| 4      | Paulus    | 0867 mm     | 0410 kg | a’+2      |

Die Orgel der Firma Seifert in Kevelaer wurde 1958 eingeweiht und ist mit 3380 Pfeifen, 46 Registern auf drei Manualen und Pedal die größte Kirchenorgel in Solingen.
Vor dem Eingang zur Kirche wurde 1976 eine Clemenssäule aus Beton von dem Solinger Bildhauer Henryk Dywan aufgestellt.